# Norman James (cầu thủ bóng đá)
Norman James (sinh ngày 25 tháng 3 năm 1908 - 12 tháng 10 năm 1985) là một cầu thủ bóng đá người Anh thi đấu ở vị trí hậu vệ.